# Variations on a negro theme
Variations on a negro theme is een compositie van Edward Joseph Collins voor piano solo.
Net als bij veel werken van Collins is er veel onduidelijk gebleven over dit werk. Men vond in een onderzoek, verricht in verband met de serie Collins-opnamen, dat Collins geïnteresseerd was in negrospirituals en jazzmuziek. Welke invloed die liefhebberij op zijn muziek had, is onduidelijk. Collins' oorsprong lag in de Verenigde Staten en Ierland. Wel bekend is dat Collins een gelijkenis zag in de behandeling van de negro’s en de Ieren. Beide bevolkingsgroepen werden slecht behandeld en gediscrimineerd. De onduidelijkheid rond dit werk is in vergelijking tot andere werken groter, omdat Collins in zijn dagboeken nooit over dit werk heeft gerept, terwijl er toch twee manuscripten zijn. Daarentegen tekende Collins in 1939 wel op, dat hij diverse bewerkingen had geschreven van Negrospiritual, maar deze ontbreekt daarin dus.
Collins schreef de compositie in het genre Thema met variaties. De opname die Albany Records vastlegde bestaat uit een mengeling uit de twee versies. 